# تیم ملی فوتبال زیر ۲۳ سال کره جنوبی
تیم ملی فوتبال زیر ۲۳ سال کره جنوبی (انگلیسی: South Korea national under-23 football team) نماینده کره جنوبی در بازی‌های المپیک و بازی‌های آسیایی است.

## نتایج

### بازی‌های المپیک
| سال   | در            | بازی‌ها | برد | مساوی* | باخت | زده | خورده |
| ----- | ------------- | ------ | --- | ------ | ---- | --- | ----- |
| ۱۹۹۲  | مرحله گروهی   | ۳      | ۰   | ۳      | ۰    | ۲   | ۲     |
| ۱۹۹۶  | مرحله گروهی   | ۳      | ۱   | ۱      | ۱    | ۲   | ۲     |
| ۲۰۰۰  | مرحله گروهی   | ۳      | ۲   | ۰      | ۱    | ۲   | ۳     |
| ۲۰۰۴  | یک‌چهارم نهایی | ۴      | ۱   | ۲      | ۱    | ۸   | ۸     |
| ۲۰۰۸  | مرحله گروهی   | ۳      | ۱   | ۱      | ۱    | ۲   | ۴     |
| ۲۰۱۲  | سوم           | ۶      | ۲   | ۳      | ۱    | ۵   | ۵     |
| ۲۰۱۶  |               |        |     |        |      |     |       |
| مجموع | ۶/۶           | ۲۲     | ۷   | ۱۰     | ۵    | ۲۱  | ۲۴    |

### بازی‌های آسیایی
| سال   | در    | بازی‌ها | برد | مساوی* | باخت | زده | خورده |
| ----- | ----- | ------ | --- | ------ | ---- | --- | ----- |
| ۲۰۰۲  | برنز  | ۶      | ۵   | ۱      | ۰    | ۱۷  | ۲     |
| ۲۰۰۶  | چهارم | ۶      | ۴   | ۰      | ۲    | ۹   | ۲     |
| ۲۰۱۰  | برنز  | ۷      | ۵   | ۰      | ۲    | ۱۸  | ۵     |
| ۲۰۱۴  | طلا   | ۷      | ۷   | ۰      | ۰    | ۱۳  | ۰     |
| مجموع | ۴/۴   | ۲۶     | ۲۱  | ۱      | ۴    | ۵۷  | ۹     |